# 853 Нансенія
853 Нансенія (853 Nansenia) — астероїд головного поясу, відкритий 2 квітня 1916 року.
Тіссеранів параметр щодо Юпітера — 3,559.
Названо на честь Фрітьофа Нансена — норвезького мандрівника, океанографа, біолога.